# Тетен-сюр-Нье
Тете́н-сюр-Нье (фр. Teting-sur-Nied) — коммуна во французском департаменте Мозель региона Лотарингия. Относится к кантону Фолькемон.	

## География
Тетен-сюр-Нье расположен в 37 км к востоку от Меца. Соседние коммуны: Фольшвиллер и Вальмон на северо-востоке, Леллен на юго-востоке, Понпьер на юго-западе, Фолькемон на западе, Триттлен-Редлаш и Лодрефан на северо-западе.
Стоит на реке Нид.

## История
- Коммуна бывшего герцогства Лотарингия, также входила в Германскую священную римскую империю и принадлежала к провинции трёх епископств.

## Демография
По переписи 2008 года в коммуне проживало 1358 человек.	

## Достопримечательности
- Остатки древнеримской усадьбы.
- Линия Мажино: бункер Тетен.
- Церковь Сен-Дени 1740 года.
- Часовня Троицы XVIII века.